# Threesome (1994)
Threesome is een Amerikaanse speelfilm uit 1994 van regisseur Andrew Fleming, die zelf het verhaal schreef. De film bevat zowel komische, romantische als dramatische elementen.

## Verhaal
Door een bureaucratische vergissing wordt Alex (Lara Flynn Boyle) vanwege haar naam voor een man aangezien en gehuisvest bij huisgenoten Stuart (Stephen Baldwin) en Eddy (Josh Charles). Macho Stuart steekt al meteen niet onder stoelen of banken dat hij Alex het bed in wil krijgen, maar deze ziet meer in de beter gemanierde Eddy. Laatstgenoemde is echter een nog niet uit de kast gekomen homoseksueel, die op zijn beurt stiekem verlangt naar Stuart.
Wanneer iedereen uiteindelijk zijn kaarten op tafel legt, spreken de drie af onderling niets met elkaar te beginnen. Dit blijkt echter te leiden tot een hoop jaloezie en opgekropt verlangen.

## Rolverdeling
| Acteur           | Personage  |
| ---------------- | ---------- |
| Lara Flynn Boyle | Alex       |
| Stephen Baldwin  | Stuart     |
| Josh Charles     | Eddy       |
| Alexis Arquette  | Dick       |
| Martha Gehman    | Renay      |
| Mark Arnold      | Larry      |
| Michele Matheson | Kristen    |
| Joanne Baron     | Curt Woman |
| Jennifer Lawler  | Neighbor   |
| Jack Breschard   | Priest     |

## Trivia
- Helemaal in het begin van de film schreeuwt een man in het appartementencomplex uit een raam. Dit is regisseur Fleming zelf.
- Baldwin bekeerde zich later tot de geloofsovertuiging van de Amerikaanse born again christians en distantieerde zich daarom van Threesome.